# Макати
Макати (на тагалог: Lungsod ng Makati) е град във Филипините. Населението му е 582 602 жители (2015 г.). Намира се в метрополния район на столицата Манила и е един от 17-те града в този район. Разположен е на 15,4 м н.в. Площта му е 27,36 кв. км. Заселен е през 1670 г., а получава статут на град на 2 януари 1995 г.
В Макати е седалището на най-старият и голям стопански конгломерат в страната - „Аяла Корпорейшън“.

## Известни личности
Починали в Макати
- Корасон Акино (1933 – 2009), политик
- Фидел Рамос (1928 – 2022), генерал и политик